# Samurai High School
Samurai High School (サムライ・ハイスクールSamurai haisukuru?) è un dorama stagionale autunnale in 9 puntate di Nippon Television mandato in onda nel 2009.

## Trama
Kotaro è studente in un liceo privato: mite, allegro e gentile, ma poco virile. Un giorno, cercando testi per una ricerca di storia, incontra la misteriosa bibliotecaria Himiko, che gli consiglia il diario di un eroico samurai vissuto 400 anni prima durante il periodo Sengoku. Kotaro si accorge presto di aver molte affinità col protagonista della vicenda: stesso nome e stessa età (17 anni).
Dopo aver iniziato la lettura, rivive strani flashback, momenti salienti della vita del soldato. Il mistero s'infittisce quando apprende dal padre che la sua famiglia discende potrebbe discendere da quell'antico omonimo.
Quando Kotaro si precipita in soccorso del compagno di classe Nakamura, vittima delle angherie dei compagni, si trova a sua volta in pericolo; nel momento di maggiore difficoltà, l'anima del samurai prende possesso del suo corpo. Da questo momento in poi, ogni volta che Kotaro sarà in grande difficoltà, l'aiuto dell'antenato non tarderà ad arrivare.

## Protagonisti
- Haruma Miura - Kotaro Mochizuki
- Yū Shirota - Nakamura Tsuyoshi
- Anne Watanabe - Ai Nagasawa
- Suzuka Ōgo - Yuna Mochizuki
- Ryoko Kobayashi - Yurika Minami
- Dori Sakurada - Tomo Ikeyama
- Tomo Yanagishita - Daisuke Wada
- Mikako Ichikawa - Sayaka Miki
- Saki Matsuda - Hidemi Kisaragi
- Nobuaki Kaneko - Hiromu Motoyama
- Kaneda Akio - Kazuo Kidokoro
- Midoriko Kimura - Keiko Mochizuki
- Masaya Katō - Yukimura Sanada
- Mimura - Himiko Watanuki
- Shigeru Muroi - Kyoko Kamei
- Goro Kishitani - Shinji Mochizuki
- Kento Kaku - Iwanaga Hitoshi
- Masahiro Kobayashi - Tetsuhiko Hirano
- Shinobu Kawamata
- Mitsuki Tanimura (epi 3,9)
- Fukumoto Shinichi
- Yorie Yamashita
- Shin Koyanagi
- Tieko Itikawa
- Sachi Funaki
- Sabu Kawahara
- Kazumasa Taguchi
- Yojin Hino - Koichi Koshimizu (epi 4)